# Rashaan Fernandes
Rashaan Fernandes (Rotterdam, 29 juli 1998) is een Nederlandse voetballer die bij voorkeur als vleugelspeler speelt.

## Carrière

### FC Twente
Rashaan Fernandes speelde in de jeugd van Excelsior en Feyenoord. Gedurende zijn periode bij Feyenoord werd hij regelmatig geselecteerd voor Nederlandse vertegenwoordigende jeugdelftallen. In 2017 vertrok Fernandes naar FC Twente, waar hij voor Jong FC Twente in de Derde divisie zaterdag ging spelen. In het seizoen 2017/18 scoorde hij in deze competitie acht keer in 27 wedstrijden. Op 6 mei 2018 had hij een eenmalig optreden in het eerste elftal van FC Twente, in de met 1-1 gelijkgespeelde thuiswedstrijd tegen NAC Breda. Hij kwam in de 60e minuut in het veld voor Ryan Trotman.

### Telstar
In september 2019 sloot hij aan bij Telstar, waar hij een contract tekende voor drie seizoenen tot de zomer van 2022. Hij maakte op 20 september tegen FC Volendam (2-1 nederlaag) zijn debuut voor Telstar en scoorde in de twaalf minuten dat hij mocht invallen meteen zijn eerste doelpunt voor de club. In zijn derde en laatste seizoen bij Telstar was hij een belangrijke speler voor Telstar. Hij scoorde vier keer en gaf acht assists in 33 competitiewedstrijden. In totaal speelde hij 78 wedstrijden voor Telstar, waarin hij tot acht goals en elf assists kwam. Daarna liep zijn contract af.

### Go Ahead Eagles
Fernandes tekende in de zomer van 2022 een contract voor drie seizoenen bij Go Ahead Eagles, dat het seizoen ervoor als promovendus dertiende was geëindigd in de Eredivisie. Hij maakte op 13 augustus tegen PSV zijn debuut in de Eredivisie en voor Go Ahead. In zijn derde wedstrijd, tegen Sparta Rotterdam, kreeg hij rood voor een kopstoot richting Shurandy Sambo. In het seizoen 2022/23 kwam hij regelmatig in actie voor de Deventenaren, die elfde werden in de Eredivisie. 
In het seizoen 2023/24 kwam hij minder in actie. Hij werd de tweede seizoenshelft verhuurd aan União Leiria, wat op het tweede niveau van Portugal uitkomt. In aanloop naar het seizoen 2024/25 vertrok Fernandes naar het Cypriotische Omonia 29M.

## Statistieken
| Seizoen                      | Club            | Competitie      | Competitie | Competitie | Beker | Beker | Overig | Overig | Totaal | Totaal |
| Seizoen                      | Club            | Competitie      | Wed.       | Dlp.       | Wed.  | Dlp.  | Wed.   | Dlp.   | Wed.   | Dlp.   |
| ---------------------------- | --------------- | --------------- | ---------- | ---------- | ----- | ----- | ------ | ------ | ------ | ------ |
| 2017/18                      | FC Twente       | Eredivisie      | 1          | 0          | 0     | 0     | 0      | 0      | 1      | 0      |
| 2018/19                      | FC Twente       | Eredivisie      | 0          | 0          | 0     | 0     | 0      | 0      | 0      | 0      |
| 2019/20                      | Telstar         | Eerste divisie  | 14         | 1          | 1     | 0     | 0      | 0      | 15     | 1      |
| 2020/21                      | Telstar         | Eerste divisie  | 27         | 2          | 0     | 0     | 0      | 0      | 27     | 2      |
| 2021/22                      | Telstar         | Eerste divisie  | 33         | 4          | 3     | 1     | 0      | 0      | 36     | 5      |
| 2022/23                      | Go Ahead Eagles | Eredivisie      | 19         | 0          | 3     | 0     | 0      | 0      | 6      | 0      |
| 2023/24                      | Go Ahead Eagles | Eredivisie      | 6          | 0          | 1     | 0     | 0      | 0      | 7      | 0      |
| 2023/24                      | → União Leiria  | Liga Portugal 2 | 9          | 1          | 0     | 0     | 0      | 0      | 9      | 1      |
| Carrièretotaal               | Carrièretotaal  | Carrièretotaal  | 109        | 8          | 8     | 1     | 0      | 0      | 101    | 9      |
| Bijgewerkt op 6 oktober 2024 |                 |                 |            |            |       |       |        |        |        |        |